# Irondino Ferreira Neto
Irondino Ferreira Neto (født 23. juli 1975) er en tidligere brasiliansk fodboldspiller.